# Mysmena quebecana
Mysmena quebecana là một loài nhện trong họ Mysmenidae.
Loài này thuộc chi Mysmena. Mysmena quebecana được miêu tả năm 2008 bởi Lopardo & Dupérré.